# Municipi de Balvi
El municipi de Balvi (en letó: Balvis novads) és un dels 110 municipis de la República de Letònia, que es troba localitzat a l'est del país bàltic, i que té com a capital la localitat de Balvi. El municipi va ser creat l'any 2009 després de la reorganització territorial.

## Ciutats i zones rurals
- Balvis pagasts (zona rural)

## Població i territori
La seva població està composta per un total de 15.834 persones (2009). La superfície del municipi té uns 1.044,5 kilòmetres quadrats, i la densitat poblacional és de 15,16 habitants per kilòmetre quadrat.